# Jaroslav Hlinka
Jaroslav Hlinka (* 10. listopadu 1976, Praha) je bývalý český profesionální hokejista naposledy hrající za tým HC Stadion Vrchlabí.

## Hráčská kariéra
Jaroslav Hlinka hrál v extralize za Spartu od svých juniorských let (od roku 1994). V letech 2002–2006 působil v zahraničí – nejprve ve švýcarském Klotenu, později v ruské Kazani. Poté se na rok vrátil do Sparty, sezónu 2007/2008 strávil v NHL v celku Colorado Avalanche a od roku 2008 do roku 2012 hrál ve švédském Linköpings HC.Poté odešel do HC Sparta Praha. Do sezóny 2018 už však za Spartu nezasáhl ale kariéru zatím neukončil. Je sportovním manažerem klubu HC Sparta Praha.

## Ocenění a úspěchy
- 2002 ČHL – Nejlepší nahrávač
- 2002 SC – Nejproduktivnější hráč
- 2006 ČHL – Nejlepší statistika +/− v playoff
- 2006 ČHL – Nejlepší střelec v playoff
- 2006 ČHL – Nejproduktivnější hráč v playoff
- 2007 ČHL – Nejlepší nahrávač v playoff
- 2007 ČHL – Nejproduktivnější hráč v playoff
- 2007 ČHL – Cena Václava Paciny
- 2009 SEL – Nejlepší nahrávač
- 2014 ČHL – Nejlepší nahrávač
- 2016 ČHL – Nejproduktivnější hráč v playoff

## Prvenství
- Debut v NHL – 3. října 2007 (Colorado Avalanche proti Dallas Stars)
- První asistence v NHL – 3. října 2007 (Colorado Avalanche proti Dallas Stars)
- První gól v NHL – 23. října 2007 (Edmonton Oilers proti Colorado Avalanche)

## Klubová statistika
| Sezóna         | Klub                       | Soutěž         |     | Základní část | Základní část | Základní část | Základní část | Základní část |    | Play off | Play off | Play off | Play off | Play off |
| Sezóna         | Klub                       | Soutěž         | Z   | G             | A             | B             | TM            | Z             | G  | A        | B        | TM       |          |          |
| 1994–95        | HC Sparta Praha            | ČHL            | 9   | 1             | 3             | 4             |               | –             | –  | –        | –        | –        |          |          |
| 1995–96        | HC Sparta Praha            | ČHL            | 30  | 4             | 5             | 9             |               | –             | –  | –        | –        | –        |          |          |
| 1995–96        | HC Slovan Ústí nad Labem   | 1.ČHL          | 3   | 1             | 1             | 2             | 2             | –             | –  | –        | –        | –        |          |          |
| 1995–96        | HC Berounští Medvědi       | 1.ČHL          | 6   | 2             | 1             | 3             | 0             | –             | –  | –        | –        | –        |          |          |
| 1996–97        | HC Sparta Praha            | ČHL            | 48  | 8             | 18            | 26            | 12            | –             | –  | –        | –        | –        |          |          |
| 1996–97        | HC Becherovka Karlovy Vary | 1.ČHL          | 3   | 1             | 0             | 1             |               | –             | –  | –        | –        | –        |          |          |
| 1997–98        | HC Sparta Praha            | ČHL            | 51  | 18            | 19            | 37            | 24            | 11            | 2  | 6        | 8        | 8        |          |          |
| 1998–99        | HC Sparta Praha            | ČHL            | 41  | 9             | 24            | 33            | 22            | 6             | 1  | 2        | 3        | 0        |          |          |
| 1999–00        | HC Sparta Praha            | ČHL            | 49  | 20            | 37            | 57            | 51            | 8             | 2  | 3        | 5        | 10       |          |          |
| 2000–01        | HC Sparta Praha            | ČHL            | 45  | 12            | 17            | 29            | 28            | 13            | 2  | 9        | 11       | 12       |          |          |
| 2001–02        | HC Sparta Praha            | ČHL            | 52  | 16            | 45            | 61            | 54            | 13            | 9  | 6        | 15       | 4        |          |          |
| 2002–03        | Kloten Flyers              | NLA            | 41  | 18            | 30            | 48            | 16            | –             | –  | –        | –        | –        |          |          |
| 2003–04        | Kloten Flyers              | NLA            | 43  | 18            | 24            | 42            | 33            | –             | –  | –        | –        | –        |          |          |
| 2003–04        | Kloten Flyers              | NLB            | –   | –             | –             | –             | –             | 8             | 3  | 9        | 12       | 6        |          |          |
| 2004–05        | Ak Bars Kazaň              | RSL            | 36  | 4             | 16            | 20            | 10            | 1             | 0  | 0        | 0        | 0        |          |          |
| 2005–06        | Kloten Flyers              | NLA            | 37  | 12            | 24            | 36            | 18            | –             | –  | –        | –        | –        |          |          |
| 2005–06        | HC Sparta Praha            | ČHL            | 9   | 3             | 8             | 11            | 14            | 17            | 10 | 6        | 16       | 10       |          |          |
| 2006–07        | HC Sparta Praha            | ČHL            | 46  | 19            | 38            | 57            | 46            | 16            | 4  | 12       | 16       | 38       |          |          |
| 2007–08        | Colorado Avalanche         | NHL            | 63  | 8             | 20            | 28            | 16            | 1             | 0  | 0        | 0        | 0        |          |          |
| 2008–09        | Linköpings HC              | SEL            | 54  | 12            | 43            | 55            | 16            | 7             | 1  | 2        | 3        | 6        |          |          |
| 2009–10        | Linköpings HC              | SEL            | 41  | 13            | 37            | 50            | 12            | 12            | 4  | 4        | 8        | 2        |          |          |
| 2009–10        | HC Sparta Praha            | ČHL            | 20  | 5             | 10            | 15            | 16            | —             | —  | —        | —        | —        |          |          |
| 2010–11        | HC Sparta Praha            | ČHL            | 9   | 1             | 4             | 5             | 2             | —             | —  | —        | —        | —        |          |          |
| 2010–11        | Linköpings HC              | SEL            | 43  | 11            | 29            | 40            | 12            | 7             | 1  | 4        | 5        | 0        |          |          |
| 2011–12        | HC Plzeň 1929              | ČHL            | 13  | 4             | 4             | 8             | 6             | —             | —  | —        | —        | —        |          |          |
| 2011–12        | Linköpings HC              | SEL            | 42  | 5             | 17            | 22            | 6             | —             | —  | —        | —        | —        |          |          |
| 2012–13        | HC Sparta Praha            | ČHL            | 52  | 15            | 36            | 51            | 22            | 7             | 0  | 2        | 2        | 0        |          |          |
| 2013–14        | HC Sparta Praha            | ČHL            | 50  | 17            | 45            | 62            | 36            | 12            | 4  | 7        | 11       | 8        |          |          |
| 2014–15        | HC Sparta Praha            | ČHL            | 48  | 17            | 33            | 50            | 32            | 10            | 5  | 6        | 11       | 6        |          |          |
| 2015–16        | HC Sparta Praha            | ČHL            | 37  | 14            | 22            | 36            | 10            | 17            | 10 | 7        | 17       | 14       |          |          |
| 2016–17        | HC Sparta Praha            | ČHL            | 44  | 11            | 25            | 36            | 24            | 4             | 1  | 2        | 3        | 0        |          |          |
| 2018–19        | HC Sparta Praha            | ČHL            | 5   | 2             | 1             | 3             | 0             | 4             | 0  | 0        | 0        | 2        |          |          |
| Celkem v ČHL   | Celkem v ČHL               | Celkem v ČHL   | 631 | 192           | 386           | 578           | 403           | 157           | 52 | 73       | 125      | 112      |          |          |
| Celkem v 1.ČHL | Celkem v 1.ČHL             | Celkem v 1.ČHL | 12  | 4             | 2             | 6             |               | –             | –  | –        | –        | –        |          |          |
| Celkem v NLA   | Celkem v NLA               | Celkem v NLA   | 121 | 48            | 78            | 126           | 67            | –             | –  | –        | –        | –        |          |          |
| Celkem v NLB   | Celkem v NLB               | Celkem v NLB   | –   | –             | –             | –             | –             | 8             | 3  | 9        | 12       | 6        |          |          |
| Celkem v RSL   | Celkem v RSL               | Celkem v RSL   | 36  | 4             | 16            | 20            | 10            | 1             | 0  | 0        | 0        | 0        |          |          |
| Celkem v NHL   | Celkem v NHL               | Celkem v NHL   | 63  | 8             | 20            | 28            | 16            | 1             | 0  | 0        | 0        | 0        |          |          |
| Celkem v SEL   | Celkem v SEL               | Celkem v SEL   | 180 | 41            | 126           | 167           | 46            | 26            | 6  | 10       | 16       | 8        |          |          |

## Reprezentace
První zápas v reprezentaci: 9. prosince 1999, Česko – Kanada, Brno. V roce 2001 se stal mistrem světa v ledním hokeji.
| Rok                       | Tým                       | Soutěž                    | Z  | G  | A  | B  | TM |
| ------------------------- | ------------------------- | ------------------------- | -- | -- | -- | -- | -- |
| 2001                      | Česko                     | MS                        | 9  | 0  | 1  | 1  | 2  |
| 2002                      | Česko                     | MS                        | 7  | 1  | 5  | 6  | 2  |
| 2003                      | Česko                     | MS                        | 9  | 2  | 1  | 3  | 6  |
| 2004                      | Česko                     | MS                        | 2  | 0  | 1  | 1  | 2  |
| 2006                      | Česko                     | MS                        | 9  | 2  | 4  | 6  | 2  |
| 2007                      | Česko                     | MS                        | 7  | 3  | 4  | 7  | 0  |
| 2008                      | Česko                     | MS                        | 6  | 1  | 3  | 4  | 2  |
| 2009                      | Česko                     | MS                        | 7  | 1  | 2  | 3  | 4  |
| Seniorská kariéra celkově | Seniorská kariéra celkově | Seniorská kariéra celkově | 56 | 10 | 21 | 31 | 20 |